# Рубцов, Виктор Петрович
Виктор Петрович Рубцов (16 октября 1937 года — 18 мая 2020) — советский учёный, доктор технических наук, профессор кафедры «Автоматизированные электротехнологические установки и системы» ФГБОУ ВО «Научно-исследовательский университет „МЭИ“» (1987—2002). Заслуженный работник высшей школы РФ, заслуженный профессор МЭИ. Действительный член Академии электротехнических наук РФ.

## Биография
Виктор Петрович Рубцов родился 16 октября 1937 года. В юности занимался академической греблей, получил звание Мастер спорта СССР. Был чемпионом Москвы, в составе экипажа восьмерки — чемпионом Центрального совета спортивного общества «Буревестник».
В 1956 году после окончил Московский станко-инструментальный техникум по специальности «Электрооборудование промышленных предприятий» и поступил в Московский энергетический институт на эту же специальность. В 1962 году окончил институт, поступил в аспирантуру МЭИ.
В 1968 году защитил кандидатскую диссертацию на тему «Разработка систем управления шаговыми двигателями». В 1987 году — докторскую диссертацию. В 1988 году ему было присвоено учёное звание профессора. В 2002 году В. Рубцову присвоено звание «Заслуженный профессор МЭИ» и знак «Заслуженный работник высшего профессионального образования РФ».
В. П. Рубцов с 1987 по 2002 год работал на должности заведующего кафедрой «Автоматизированных электротехнологических установок (ЭТУ) и систем». В МЭИ читал лекции по дисциплинам «Моделирование в технике», «Механизмы и приводы ЭТУ», «Компьютерная и микропроцессорная техника в электрооборудовании», «Элементы систем управления ЭТУ», «Автоматическое управление ЭТУ» и др.

## Научная деятельность
Область научных интересов: приводы электротехнологических установок, системы управления электропечами, шаговые двигатели и др.
Под руководством ученого в институте было подготовлено и защищено 25 кандидатских (Щербаков А. В. Елизаров В. А. Нехамин И. С.) и 3 докторских диссертации.
В. П. Рубцов имеет около 150 авторских свидетельств и патентов, является автором около 350 научных трудов.

### Труды
- Рубцов В. П., Нехамин И. С. Источник питания с улучшенными энергетическими показателями для дуговой печи постоянного тока. Труды Всероссийской научно-технической конференции с международным участием, Екатеринбург:, ГОУ ВПО УГТУ-УПИ, 2006 г., с. 215—218.
- Елизаров В. А., Рубцов В. П. Исследование системы управления рудно-термической печью с контролем гармонического состава фазного тока. Вестник МЭИ. № 1 2013.
- Маслов Д. В., Рубцов В. П. Исследование процессов, приводящих к поломке электродных свечей в дуговой сталеплавильной печи. Вестник МЭИ. № 2 2016

## Награды и звания
- Заслуженный работник высшей школы РФ.
- Заслуженный изобретатель РСФСР
- Премия Фонда развития МЭИ «Почет и признание поколений».
- Мастер спорта СССР.